# رابرت دی مورر
رابرت دی مورر (انگلیسی: Robert D. Maurer؛ زادهٔ ۲۰ ژوئیهٔ ۱۹۲۴) فیزیک‌دان، و مهندس اهل ایالات متحده آمریکا است.
وی همچنین برندهٔ جوایزی همچون جایزه چارلز استارک دراپر، پرپل هارت، عضو پیوسته انجمن مهندسان برق و الکترونیک، مدال ملی فناوری و نوآوری، و جایزه موریس لیبمن انجمن مهندسان برق و الکترونیک آمریکا شده‌است.